# Vorderer Brochkogel
Vorderer Brochkogel ([ˈfɔʁdəʀɐ ˈbʀɔχˌkoːɡl̩]ⓘ) – szczyt w Alpach Ötztalskich, części Centralnych Alp Wschodnich. Leży w Austrii w kraju związkowym Tyrol. Jest to szósty co do wysokości szczyt Alp Ötztalskich. Jego bezpośrednim sąsiadem est Hinterer Brochkogel.
Szczyt można zdobyć drogami ze schronisk: Breslauer Hütte (2844 m) lub Vernagthütte (2766 m). Pierwszego wejścia dokonali uczestnicy wyprawy geologicznej w 1851 r.